# Khalid al-Kulaibi
Khalid al-Kulaibi (arabisch خالد القليبي, DMG Ḫālid al-Qulaibī; * 2. Mai 1986 in Maskat) ist ein ehemaliger omanischer Schwimmer.

## Leben
Khalid al-Kulaibi startete im Alter von 14 Jahren bei den Olympischen Sommerspielen 2000 in Sydney. Über 50 m Freistil belegte er den 68. Platz.
Später verlegte er sich auf das Freiwasserschwimmen. Bei den Schwimmweltmeisterschaften 2011 in Shanghai trat er elf Jahre nach seinem Olympiadebüt im Wettbewerb über 5 km an. Er kam mit einer Zeit von 1:02:14,8 h (seiner persönlichen Bestzeit) auf Platz 41.